# 艾希塔尔
艾希塔尔（德語：Aichtal，發音：[ˈaɪçtaːl] ⓘ）是德国巴登-符腾堡州斯图加特行政区埃斯林根县的城市，面积23.6平方千米，2023年12月31日人口为10,031人。